# 홍효민
홍효민(洪曉民, 1904년 1월 21일 ~ 1975년 9월 21일)은 한국의 문학평론가이며 소설가이다. 본명은 홍순준(洪淳俊)이며 안재좌(安在左), 정복영(鄭復榮), 홍훈(洪熏), 효민학인(曉民學人) 등의 여러 필명을 사용했다.

## 생애
경기도 연천 출신으로, 도쿄에 유학하여 정칙영어학교를 졸업했다. 동아일보·매일신보 기자 및 홍익대학교 교수를 역임하였다.
1927년 조중곤, 김두용, 이북만 등과 함께 《제3전선》을 발행하고 조선프롤레타리아예술가동맹의 한 축을 이룬 제3전선파를 형성했다. 홍효민은 카프 성원은 아니었으나, 문학의 사회적 가치와 기능을 중시하는 일관된 관점에 공통점이 있어 동반자 작가로 분류된다.
귀국한 뒤 《동아일보》와 《매일신보》 기자를 지내면서 1930년대의 대표적인 문학평론가 중 한 사람으로 평단에서 활동했다. 문단 등단작은 1927년 《개척》에 발표한 〈문예시평〉(文藝時評)이다. 1936년 《인조반정》을 집필한 이래 명성황후를 소재로 한 《민비애사》 등 역사 소설도 꾸준히 발표했다.
일제강점기 말기에 〈미영사상의 본질〉(1943년) 등 총 5편의 친일 논설과 수필을 발표하고 친일 문인단체인 조선문인보국회 평론수필분회 간사를 맡았다. 2002년 발표된 친일 문학인 42인 명단에 포함되었다.
광복 후에는 좌익 계열의 조선프로레타리아문학동맹에 참가했다가 이 단체가 조선문학건설본부와 통합하는 과정에서 의견 차이를 드러내며 탈퇴한 뒤로는 좌우익 문학 운동에 참여하지 않고 중간자적 입장을 내세웠다. 한국 전쟁 후로는 〈애국사상과 애국문학〉(1956) 등을 통하여 애국주의문학론을 주창하였고, 홍익대학교 교수를 역임했다.

## 참고자료
- 권영민 (2004년 2월 25일). 《한국현대문학대사전》. 서울: 서울대학교출판부. 1088쪽쪽. ISBN 8952104617.